# Neptun (Rumänien)

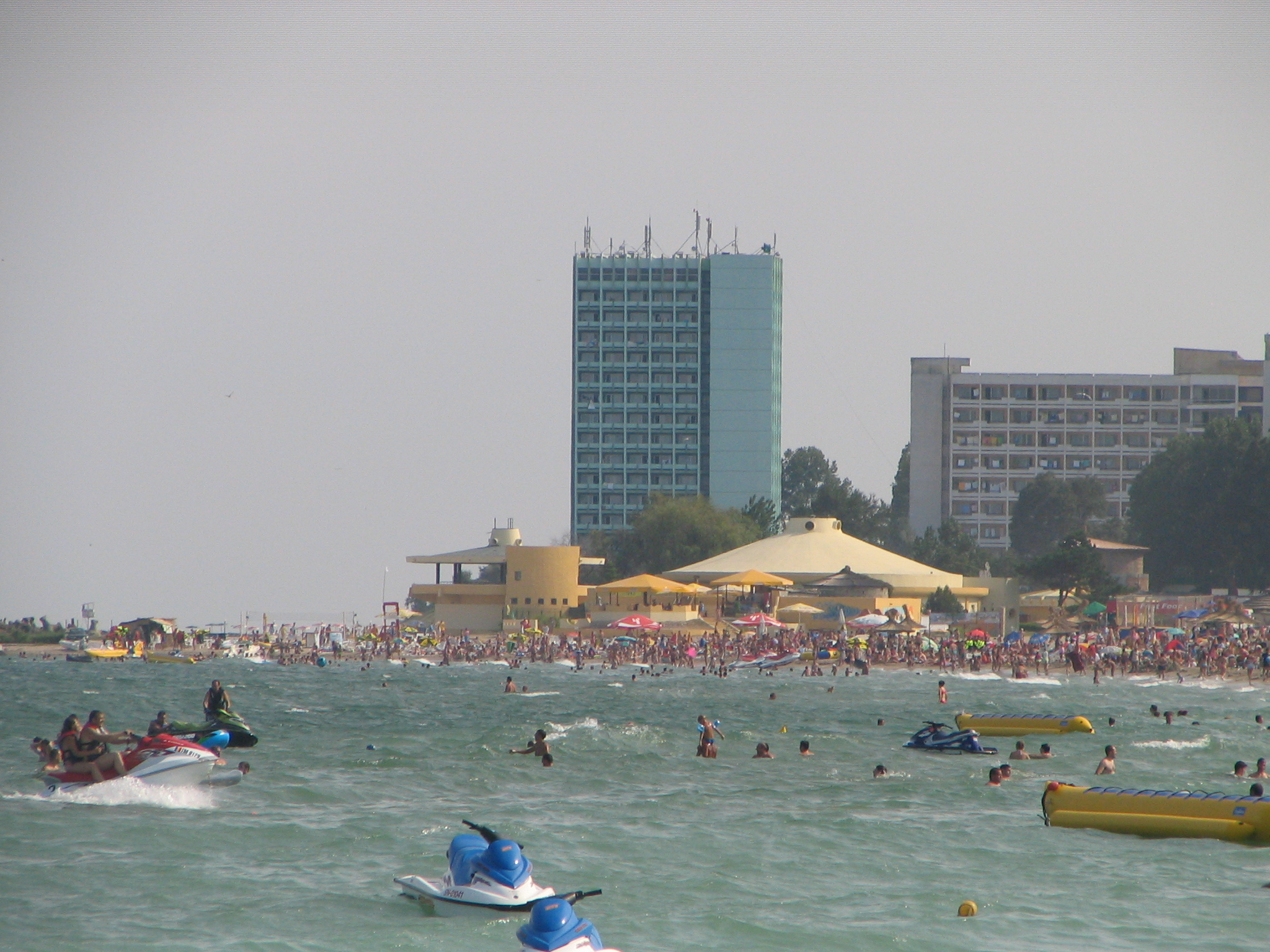
Strand in Neptun (Rumänien)

Neptun ist ein Badeort an der rumänischen Schwarzmeerküste. Er liegt einige Kilometer südlich von Constanța und nördlich der Stadt Mangalia, der Neptun eingemeindet ist.
In den Sommermonaten tummeln sich tagsüber viele Menschen am Strand. In den Abend- und Nachtstunden spielt sich das meiste auf der Hauptstraße ab, an der sich viele Restaurants befinden. Es gibt eine Zugverbindung nach Constanța sowie nach Süden bis  nach Mangalia kurz vor der bulgarischen Grenze. Die Zughaltestelle von Neptun ist auch die Haltestelle von Olimp, ebenso ein Badeort.

## Söhne und Töchter des Ortes
- Inna (* 1986), rumänische Dance-Sängerin